# Patrick Leahy (atlet)
Patrick Joseph "Pat" Leahy (20. maj 1877 – 29. december 1927) var en britisk atlet som deltog i OL 1900 i Paris og 1908 i London.
Leahy vandt en sølvmedalje i atletik under OL 1900 i Paris. Han kom på en andenplads i højdespring.
Han vandt også en bronzemedalje under samme OL. Han kom på en tredjeplads i længdespring.